# Idoma
De Idoma zijn een volk dat woont aan de benedenloop van de rivier de Benue, in wat nu Nigeria is.
De Idoma en Igala zijn buurvolkeren. In tegenstelling tot bij de Igala, waren bij de Idoma clans verbonden aan een gebied. Het geheel van clans vormt zo een land van de Idoma. Ten zuiden van de Idoma wonen de Igbo.

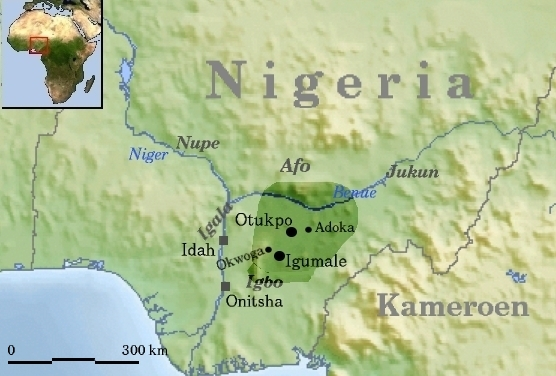
Idomaland in de Middeleeuwen

## Geschiedenis
Net als de Igbo, bewoonden de Idoma een land zonder sterke centrale structuur. Ze woonden in kleine dorpen, die in noordelijker delen van het land, waar het bos minder dicht was, ter bescherming omringd waren met een muur en een gracht. Verschillende clans woonden in verschillende wijken van het dorp.
Elke Idomastam heeft een rituele koning, genaamd oche, aan het hoofd. De macht ligt bij de clans, die het bestuur voeren via een raad van oudsten, de igabo. De verschillende territoria met een oche aan het hoofd, vonden hun eenheid in een legendarische gemeenschappelijke band met een oerrijk, Apa. Naast de raad van oudsten, was er in de Idomasamenleving een aiutaorganisatie, die mede toezag op naleving van de wetten, en boetes op kon leggen.
Voor de achttiende eeuw, voordat het Tivvolk naar de Benueregio emigreerde, grensde het land van de Idoma in het oosten aan Kwararafa.
Als vele andere landen in de regio, bracht de jihad van de Fula in de negentiende eeuw het land in sociale en politieke verwarring. Noordelijke delen werden bezet of schattingsplichtig. De Britse bezetting aan het eind van de negentiende eeuw maakte een eind aan elke onafhankelijkheid.

## Overlevering
De legende wil dat de Idoma afkomstig waren van een land dat Apa heet, en zich hebben gevestigd tussen de autochtone Akpoto in hun huidige woongebied. Apa bevond zich een tweehonderd kilometer naar het oosten, in het, wellicht latere, Kwararafa van de Jukun. Of dit verhaal verband houdt met historische feiten, is onzeker. Veel West-Afrikaanse volkeren, zoals de Yoruba, de Bariba, of de Edo, hebben een stichtingslegende met wortels van het volk of koningshuis, elders. Volkeren als de Jukun en de Igala beroepen zich ook op een afkomst uit Apa.